# Qualifications des épreuves de voile aux Jeux olympiques d'été de 2024
Pour un article plus général, voir Voile aux Jeux olympiques d'été de 2024.
Cet article détaille la phase de qualification aux épreuves de voile des Jeux olympiques d'été de 2024 qui se tiennent en France du 26 juillet au 11 août 2024.
Ces épreuves délivrent 312 quotas qui sont attribués aux comités nationaux olympiques sur la base des résultats obtenus lors des différentes régates de qualification organisées par World Sailing. En tant que pays hôte, la France bénéficie d'une place dans chacune des dix épreuves inscrites au programme olympique.
La période de qualification s'ouvre le 10 août avec les Championnats du monde qui se tiennent à La Haye aux Pays-Bas. Lors de cette compétition, 107 quotas vont être attribués aux comités nationaux les mieux classés, soit près de quarante pour cent du total des places disponibles.
Enfin, les dernières places disponibles seront attribuées aux comités nationaux éligibles lors de la régate de la dernière chance organisée entre le 18 et le 27 avril 2023 à Hyères dans le Sud de la France ainsi que via le programme nations émergentes de World Sailing.

## Répartition des quotas
| CNO                       | Hommes | Hommes       | Hommes | Hommes | Femmes | Femmes       | Femmes | Femmes | Mixte | Mixte    | Total   | Total    |
| CNO                       | IQFoil | Formula Kite | ILCA 7 | 49er   | IQFoil | Formula Kite | ILCA 6 | 49erFx | 470   | Nacra 17 | Bateaux | Athlètes |
| ------------------------- | ------ | ------------ | ------ | ------ | ------ | ------------ | ------ | ------ | ----- | -------- | ------- | -------- |
| Algérie                   | Oui    |              |        |        |        |              |        |        |       |          | 1       | 1        |
| Allemagne                 | Oui    | Oui          | Oui    | Oui    | Oui    | Oui          | Oui    | Oui    | Oui   | Oui      | 10      | 14       |
| Angola                    |        |              | Oui    |        |        |              |        |        | Oui   |          | 2       | 3        |
| Antigua-et-Barbuda        |        | Oui          |        |        |        |              |        |        |       |          | 1       | 1        |
| Argentine                 | Oui    |              | Oui    |        | Oui    | Oui          | Oui    |        |       | Oui      | 6       | 7        |
| Aruba                     | Oui    |              | Oui    |        |        |              |        |        |       |          | 2       | 2        |
| Australie                 | Oui    |              | Oui    | Oui    |        | Oui          | Oui    | Oui    | Oui   | Oui      | 8       | 12       |
| Autriche                  |        | Oui          |        | Oui    | Oui    | Oui          |        |        | Oui   | Oui      | 6       | 9        |
| Belgique                  |        |              | Oui    | Oui    |        |              | Oui    | Oui    |       | Oui      | 5       | 8        |
| Bermudes                  |        |              |        |        |        |              | Oui    |        |       |          | 1       | 1        |
| Brésil                    | Oui    | Oui          | Oui    | Oui    |        |              | Oui    | Oui    | Oui   | Oui      | 8       | 12       |
| Canada                    |        |              |        | Oui    |        | Oui          | Oui    | Oui    |       |          | 4       | 6        |
| Chili                     |        |              | Oui    |        |        |              | Oui    |        |       |          | 2       | 2        |
| Chine                     | Oui    | Oui          |        | Oui    | Oui    | Oui          | Oui    | Oui    | Oui   | Oui      | 9       | 13       |
| Chypre                    |        | Oui          | Oui    |        | Oui    |              | Oui    |        |       |          | 4       | 4        |
| Colombie                  |        | Oui          |        |        |        |              |        |        |       |          | 1       | 1        |
| Corée du Sud              |        |              | Oui    |        |        |              |        |        |       |          | 1       | 1        |
| Croatie                   |        | Oui          | Oui    | Oui    | Oui    |              | Oui    |        |       |          | 5       | 6        |
| Danemark                  | Oui    |              | Oui    | Oui    |        |              | Oui    | Oui    |       | Oui      | 6       | 9        |
| Égypte                    |        |              | Oui    |        |        |              | Oui    |        |       |          | 2       | 2        |
| Espagne                   | Oui    |              | Oui    | Oui    | Oui    | Oui          | Oui    | Oui    | Oui   | Oui      | 9       | 13       |
| Estonie                   |        |              | Oui    |        | Oui    |              |        |        |       |          | 2       | 2        |
| États-Unis                | Oui    | Oui          |        | Oui    | Oui    | Oui          | Oui    | Oui    | Oui   | Oui      | 9       | 13       |
| Fidji                     |        |              | Oui    |        |        |              | Oui    |        |       |          | 2       | 2        |
| Finlande                  | Oui    |              | Oui    |        |        |              | Oui    | Oui    |       | Oui      | 5       | 7        |
| France                    | Oui    | Oui          | Oui    | Oui    | Oui    | Oui          | Oui    | Oui    | Oui   | Oui      | 10      | 14       |
| Grande-Bretagne           | Oui    | Oui          | Oui    | Oui    | Oui    | Oui          | Oui    | Oui    | Oui   | Oui      | 10      | 14       |
| Grèce                     | Oui    | Oui          |        |        |        |              |        |        | Oui   |          | 3       | 4        |
| Guatemala                 |        |              | Oui    |        |        |              |        |        |       |          | 1       | 1        |
| Hong Kong                 | Oui    |              | Oui    | Oui    | Oui    |              |        |        |       |          | 4       | 5        |
| Hongrie                   |        |              | Oui    |        |        |              | Oui    |        |       |          | 2       | 2        |
| Îles Caïmans              |        |              |        |        |        |              | Oui    |        |       |          | 1       | 1        |
| Îles Vierges britanniques |        |              | Oui    |        |        |              |        |        |       |          | 1       | 1        |
| Inde                      |        |              | Oui    |        |        |              | Oui    |        |       |          | 2       | 2        |
| Irlande                   |        |              | Oui    | Oui    |        |              | Oui    |        |       |          | 3       | 4        |
| Israël                    | Oui    | Oui          | Oui    |        | Oui    | Oui          | Oui    |        | Oui   |          | 7       | 8        |
| Italie                    | Oui    | Oui          | Oui    |        | Oui    | Oui          | Oui    | Oui    | Oui   | Oui      | 9       | 12       |
| Japon                     | Oui    |              |        |        |        |              |        | Oui    | Oui   | Oui      | 4       | 7        |
| Koweït                    |        |              |        |        |        |              | Oui    |        |       |          | 1       | 1        |
| Lituanie                  | Oui    |              |        |        |        |              | Oui    |        |       |          | 2       | 2        |
| Malaisie                  |        |              | Oui    |        |        |              | Oui    |        |       |          | 2       | 2        |
| Maurice                   |        | Oui          |        |        |        | Oui          |        |        |       |          | 2       | 2        |
| Mexique                   |        |              |        |        | Oui    |              | Oui    |        |       |          | 2       | 2        |
| Monténégro                |        |              | Oui    |        |        |              |        |        |       |          | 1       | 1        |
| Mozambique                |        |              |        |        |        |              | Oui    |        |       |          | 1       | 1        |
| Norvège                   |        |              | Oui    |        | Oui    |              | Oui    | Oui    |       |          | 4       | 5        |
| Nouvelle-Zélande          | Oui    | Oui          | Oui    | Oui    | Oui    | Oui          | Oui    | Oui    |       | Oui      | 9       | 12       |
| Pays-Bas                  | Oui    |              | Oui    | Oui    | Oui    | Oui          | Oui    | Oui    |       | Oui      | 8       | 11       |
| Pérou                     |        |              | Oui    |        | Oui    |              | Oui    |        |       |          | 3       | 3        |
| Pologne                   | Oui    | Oui          | Oui    | Oui    | Oui    | Oui          | Oui    | Oui    |       |          | 8       | 10       |
| Porto Rico                |        |              | Oui    |        |        |              |        |        |       |          | 1       | 1        |
| Portugal                  |        |              | Oui    |        |        | Oui          |        |        | Oui   |          | 3       | 4        |
| Roumanie                  |        |              |        |        |        |              | Oui    |        |       |          | 1       | 1        |
| Sainte-Lucie              |        |              | Oui    |        |        |              |        |        |       |          | 1       | 1        |
| Salvador                  |        |              | Oui    |        |        |              |        |        |       |          | 1       | 1        |
| Samoa                     |        |              | Oui    |        |        |              | Oui    |        |       |          | 2       | 2        |
| Singapour                 |        | Oui          | Oui    |        |        |              |        |        |       |          | 2       | 2        |
| Slovaquie                 | Oui    |              |        |        |        |              |        |        |       |          | 1       | 1        |
| Slovénie                  |        | Oui          | Oui    |        | Oui    |              | Oui    |        | Oui   |          | 5       | 6        |
| Suède                     |        |              |        |        | Oui    |              | Oui    | Oui    | Oui   | Oui      | 5       | 8        |
| Suisse                    | Oui    |              |        | Oui    |        | Oui          | Oui    |        | Oui   |          | 5       | 7        |
| Tchéquie                  |        |              |        |        | Oui    |              |        | Oui    |       |          | 2       | 3        |
| Thaïlande                 |        | Oui          | Oui    |        |        | Oui          | Oui    |        |       |          | 4       | 4        |
| Turquie                   |        |              | Oui    |        | Oui    | Oui          | Oui    |        | Oui   | Oui      | 6       | 8        |
| Uruguay                   |        |              |        | Oui    |        |              | Oui    |        |       |          | 2       | 3        |
| Total : 65 CNO            | 24     | 20           | 43     | 20     | 24     | 20           | 43     | 20     | 19    | 19       | 252     | 330      |

## Épreuves masculines

### IQFoil
| #  | Nation           | Épreuves de qualification         | Rang | Marin qualifié             | Marin sélectionné          |
| -- | ---------------- | --------------------------------- | ---- | -------------------------- | -------------------------- |
| 1  | France           | Pays hôte                         | NC   | NC                         | Nicolas Goyard             |
| 2  | Pays-Bas         | Championnats du monde 2023        | 1    | Luuc van Opzeeland         | Luuc van Opzeeland         |
| 3  | Allemagne        | Championnats du monde 2023        | 2    | Sebastian Kördel           |                            |
| 4  | Italie           | Championnats du monde 2023        | 3    | Nicolò Renna               | Nicolò Renna               |
| 5  | Grande-Bretagne  | Championnats du monde 2023        | 5    | Sam Sills                  | Sam Sills                  |
| 6  | Israël           | Championnats du monde 2023        | 6    | Yoav Omer                  | Tom Reuveny                |
| 7  | Nouvelle-Zélande | Championnats du monde 2023        | 7    | Josh Armit                 | Josh Armit                 |
| 8  | Australie        | Championnats du monde 2023        | 9    | Grae Morris                | Grae Morris                |
| 9  | Espagne          | Championnats du monde 2023        | 11   | Ignacio Baltasar           | Ignacio Baltasar           |
| 10 | Pologne          | Championnats du monde 2023        | 13   | Paweł Tarnowski            | Paweł Tarnowski            |
| 11 | Brésil           | Championnats du monde 2023        | 16   | Mateus Isaac               | Mateus Isaac               |
| 12 | Suisse           | Championnats du monde 2023        | 21   | Elia Colombo               | Elia Colombo               |
| 13 | Chine            | Jeux asiatiques de 2022           | 1    | Bi Kun                     |                            |
| 14 | Aruba            | Jeux panaméricains de 2023        | 2    | Ethan Westera              | Ethan Westera              |
| 15 | Argentine        | Jeux panaméricains de 2023        | 4    | Francisco Saubidet Birkner | Francisco Saubidet Birkner |
| 16 | Algérie          | Régate africaine de qualification | 1    | Rami Boudrouma             | Rami Boudrouma             |
| —  |                  | Sail Sydney 2023                  |      |                            |                            |
| 17 | Danemark         | Championnats d'Europe 2024        | 17   | Johan Søe                  | Johan Søe                  |
| 18 | Japon            | Régate de la dernière chance      | 1    | Makoto Tomizawa            | Makoto Tomizawa            |
| 19 | États-Unis       | Régate de la dernière chance      | 2    | Noah Lyons                 | Noah Lyons                 |
| 20 | Grèce            | Régate de la dernière chance      | 3    | Vyron Kokkalanis           |                            |
| 21 | Lituanie         | Régate de la dernière chance      | 4    | Rytis Jasiūnas             |                            |
| 22 | Hong Kong        | Régate de la dernière chance      | 5    | Cheng Ching Yin            | Cheng Ching Yin            |
| 23 | Slovaquie        | Programme Nations émergentes      | 8    | Robert Kubin               | Robert Kubin               |
| 24 | Finlande         | Réaffectation                     | 7    | Jakob Eklund               | Jakob Eklund               |

### Formula Kite
| #  | Nation             | Épreuves de qualification         | Rang | Marin qualifié        | Marin sélectionné    |
| -- | ------------------ | --------------------------------- | ---- | --------------------- | -------------------- |
| 1  | France             | Pays hôte                         | NC   | NC                    | Axel Mazella         |
| 2  | Singapour          | Championnats du monde 2023        | 1    | Maximilian Maeder     | Maximilian Maeder    |
| 3  | Slovénie           | Championnats du monde 2023        | 2    | Toni Vodišek          |                      |
| 4  | Autriche           | Championnats du monde 2023        | 4    | Valentin Bontus       | Valentin Bontus      |
| 5  | Italie             | Championnats du monde 2023        | 5    | Riccardo Pianosi      | Riccardo Pianosi     |
| 6  | Chypre             | Championnats du monde 2023        | 6    | Denis Taradin         |                      |
| 7  | Chine              | Championnats du monde 2023        | 7    | Huang Qibin           |                      |
| 8  | Croatie            | Championnats du monde 2023        | 8    | Martin Dolenc         |                      |
| 9  | Brésil             | Championnats du monde 2023        | 9    | Bruno Lobo            | Bruno Lobo           |
| 10 | Allemagne          | Championnats d'Europe 2023        | 4    | Jannis Maus           |                      |
| 11 | Thaïlande          | Jeux asiatiques de 2022           | 3    | Jonathan Weston       | Jonathan Weston      |
| 12 | Antigua-et-Barbuda | Jeux panaméricains de 2023        | 2    | Tiger Tyson           | Tiger Tyson          |
| 13 | Colombie           | Jeux panaméricains de 2023        | 6    | Victor Bolaños Lopez  |                      |
| 14 | Maurice            | Régate africaine de qualification | 1    | Jean Lauri Fenouillot |                      |
| 15 | Nouvelle-Zélande   | Sail Sydney 2023                  | 2    | Lukas Walton-Keim     | Lukas Walton-Keim    |
| 16 | Grande-Bretagne    | Régate de la dernière chance      | 1    | Connor Bainbridge     | Connor Bainbridge    |
| 17 | Pologne            | Régate de la dernière chance      | 2    | Maksymilian Zakowski  | Maksymilian Zakowski |
| 18 | États-Unis         | Régate de la dernière chance      | 4    | Markus Edegran        | Markus Edegran       |
| 19 | Grèce              | Régate de la dernière chance      | 5    | Kameron Maramenidis   |                      |
| 20 | Israël             | Régate de la dernière chance      | 6    | Dor Zarka             |                      |

### Laser
| #  | Nation                    | Épreuves de qualification         | Rang | Marin qualifié         | Marin sélectionné      |
| -- | ------------------------- | --------------------------------- | ---- | ---------------------- | ---------------------- |
| 1  | France                    | Pays hôte                         | NC   | NC                     | Jean-Baptiste Bernaz   |
| 2  | Australie                 | Championnats du monde 2023        | 1    | Matthew Wearn          | Matthew Wearn          |
| 3  | Grande-Bretagne           | Championnats du monde 2023        | 2    | Michael Beckett        | Michael Beckett        |
| 4  | Nouvelle-Zélande          | Championnats du monde 2023        | 3    | George Gautrey         | Tom Saunders           |
| 5  | Italie                    | Championnats du monde 2023        | 5    | Lorenzo Chiavarini     | Lorenzo Chiavarini     |
| 6  | Chypre                    | Championnats du monde 2023        | 6    | Pávlos Kontídis        |                        |
| 7  | Pays-Bas                  | Championnats du monde 2023        | 7    | Duko Bos               | Duko Bos               |
| 8  | Espagne                   | Championnats du monde 2023        | 8    | Joaquín Blanco         |                        |
| 9  | Norvège                   | Championnats du monde 2023        | 9    | Hermann Tomasgaard     |                        |
| 10 | Allemagne                 | Championnats du monde 2023        | 12   | Philipp Buhl           |                        |
| 11 | Pérou                     | Championnats du monde 2023        | 14   | Stefano Peschiera      |                        |
| 12 | Belgique                  | Championnats du monde 2023        | 15   | William de Smet        | William de Smet        |
| 13 | Finlande                  | Championnats du monde 2023        | 18   | Kaarle Tapper          | Kaarle Tapper          |
| 14 | Hongrie                   | Championnats du monde 2023        | 19   | Jonatán Vadnai         |                        |
| 15 | Croatie                   | Championnats du monde 2023        | 21   | Tonči Stipanović       |                        |
| 16 | Irlande                   | Championnats du monde 2023        | 23   | Finn Lynch             | Finn Lynch             |
| 17 | Portugal                  | Championnats du monde 2023        | 24   | Eduardo Marques        |                        |
| 18 | Singapour                 | Jeux asiatiques de 2022           | 3    | Ryan Lo                | Ryan Lo                |
| 19 | Porto Rico                | Jeux panaméricains de 2023        | 6    | Pedro Luis Fernández   |                        |
| 20 | Aruba                     | Jeux panaméricains de 2023        | 7    | Just van Aanholt       | Just van Aanholt       |
| 21 | Argentine                 | Jeux panaméricains de 2023        | 4    | Francisco Guaragna     | Francisco Guaragna     |
| 22 | Brésil                    | Jeux panaméricains de 2023        | 5    | Bruno Fontes           | Bruno Fontes           |
| 23 | Égypte                    | Régate africaine de qualification | 1    | Aly Badawy             |                        |
| 24 | Angola                    | Régate africaine de qualification | 2    | Flipe Francisco Andre  | Flipe Francisco Andre  |
| 25 | Samoa                     | Sail Sydney 2023                  | 6    | Eroni Leilua           |                        |
| 26 | Fidji                     | Sail Sydney 2023                  | 26   | Viliame Ratului        | Viliame Ratului        |
| 27 | Hong Kong                 | Championnats d'Asie 2024 (ASAF)   | 1    | Nicholas Halliday      | Nicholas Halliday      |
| 28 | Thaïlande                 | Championnats d'Asie 2024 (ASAF)   | 2    | Arthit Mikhail Romanyk | Arthit Mikhail Romanyk |
| 29 | Guatemala                 | Championnats du monde ILCA 2024   | 13   | Juan Ignacio Maegli    |                        |
| 30 | Monténégro                | Championnats du monde ILCA 2024   | 21   | Milivoj Dukić          |                        |
| 31 | Chili                     | Championnats du monde ILCA 2024   | 24   | Clemente Seguel        |                        |
| 32 | Danemark                  | Championnats du monde ILCA 2024   | 25   | Johan Schubert         | Johan Schubert         |
| 33 | Inde                      | Championnats du monde ILCA 2024   | 26   | Vishnu Saravanan       |                        |
| 34 | Turquie                   | Championnats du monde ILCA 2024   | 28   | Yalcin Citak           |                        |
| —  | Suède                     | Championnats du monde ILCA 2024   | 30   | Emil Bengtson          |                        |
| 35 | Israël                    | Championnats d'Europe ILCA 2024   | 8    | Omer Vilenchik         |                        |
| 36 | Slovénie                  | Championnats d'Europe ILCA 2024   | 11   | Žan Luka Zelko         |                        |
| 37 | Corée du Sud              | Régate de la dernière chance      | 1    | Ha Jee-Min             |                        |
| 38 | Estonie                   | Régate de la dernière chance      | 2    | Karl-Martin Rammo      |                        |
| 39 | Malaisie                  | Régate de la dernière chance      | 3    | Khairulnizam Afendy    | Khairulnizam Afendy    |
| 40 | Pologne                   | Régate de la dernière chance      | 4    | Michał Krasodomski     | Michał Krasodomski     |
| 41 | Salvador                  | Programme nations émergentes      | 9    | Enrique Arathoon       | Enrique Arathoon       |
| 42 | Îles Vierges britanniques | Universalité                      | NC   | NC                     | Thad Lettsome          |
| 43 | Sainte-Lucie              | Universalité                      | NC   | NC                     | Luc Chevrier           |

### 49er
| #  | Nation           | Épreuves de qualification         | Rang | Marins qualifiés                    | Marins sélectionnés                |
| -- | ---------------- | --------------------------------- | ---- | ----------------------------------- | ---------------------------------- |
| 1  | France           | Pays hôte                         | NC   | NC                                  | Erwan Fischer Clément Piquin       |
| 2  | Pays-Bas         | Championnats du monde 2023        | 1    | Bart Lambriex Floris van de Werken  | Bart Lambriex Floris van de Werken |
| 3  | Suisse           | Championnats du monde 2023        | 2    | Arno de Planta Sébastien Schneiter  | Arno de Planta Sébastien Schneiter |
| 4  | Espagne          | Championnats du monde 2023        | 3    | Diego Botín Florián Trittel         | Diego Botín Florián Trittel        |
| 5  | Nouvelle-Zélande | Championnats du monde 2023        | 4    | Isaac McHardie Will McKenzie        | Isaac McHardie Will McKenzie       |
| 6  | États-Unis       | Championnats du monde 2023        | 5    | Ian MacDiarmid Andrew Mollerus      | Ian Barrows Hans Henken            |
| 7  | Grande-Bretagne  | Championnats du monde 2023        | 6    | James Peters Fynn Sterritt          | James Peters Fynn Sterritt         |
| 8  | Pologne          | Championnats du monde 2023        | 7    | Jacek Piasecki Łukasz Przybytek     | Dominik Buksak Szymon Wierzbicki   |
| 9  | Croatie          | Championnats du monde 2023        | 8    | Mihovil Fantela Šime Fantela        |                                    |
| 10 | Danemark         | Championnats du monde 2023        | 11   | Jakob Precht Jensen Frederik Rask   | Nikolaj Buhl Daniel Nyborg         |
| 11 | Autriche         | Championnats du monde 2023        | 12   | Benjamin Bildstein David Hussl      | Benjamin Bildstein David Hussl     |
| 12 | Canada           | Jeux panaméricains de 2023        | 3    | Justin Barnes William Jones         | Justin Barnes William Jones        |
| 13 | Uuguay           | Jeux panaméricains de 2023        | 2    | Fernando Diz Hernán Umpierre        |                                    |
| 14 | Irlande          | Championnats d'Europe 2023        | 8    | Robert Dickson Sean Waddilove       |                                    |
| —  |                  | Régate africaine de qualification |      |                                     |                                    |
| 15 | Australie        | Sail Sydney 2023                  | 1    | Jim Colley Shaun Connor             | Jim Colley Shaun Connor            |
| 16 | Chine            | Championnats d'Asie 2023 (ASAF)   | 1    | Liu Tian Wen Zaiding                |                                    |
| 17 | Allemagne        | Régate de la dernière chance      | 1    | Jakob Meggendorfer Andreas Spranger |                                    |
| 18 | Belgique         | Régate de la dernière chance      | 2    | Jan Heuninck Yannick Lefèbvre       | Jan Heuninck Yannick Lefèbvre      |
| 19 | Brésil           | Régate de la dernière chance      | 3    | Marco Grael Gabriel Simões          | Marco Grael Gabriel Simões         |
| 20 | Hong Kong        | Réaffectation                     | 7    | Russell Aylsworth Akira Sakai       | Russell Aylsworth Akira Sakai      |

## Épreuves féminines

### IQFoil
| #  | Nation                       | Épreuves de qualification           | Rang | Marin qualifié       | Marin sélectionné |
| -- | ---------------------------- | ----------------------------------- | ---- | -------------------- | ----------------- |
| 1  | France                       | Pays hôte                           | NC   | NC                   | Hélène Noesmoen   |
| 2  | Israël                       | Championnats du monde 2023          | 1    | Shahar Tibi          | Sharon Kantor     |
| 3  | Grande-Bretagne              | Championnats du monde 2023          | 3    | Emma Wilson          | Emma Wilson       |
| 4  | Norvège                      | Championnats du monde 2023          | 4    | Mina Mobekk          |                   |
| 5  | Chine                        | Championnats du monde 2023          | 8    | Yan Zheng            |                   |
| 6  | Mexique                      | Championnats du monde 2023          | 9    | Mariana Aguilar      |                   |
| 7  | Italie                       | Championnats du monde 2023          | 10   | Marta Maggetti       | Marta Maggetti    |
| 8  | Pays-Bas                     | Championnats du monde 2023          | 11   | Sara Wennekes        | Sara Wennekes     |
| 9  | Espagne                      | Championnats du monde 2023          | 12   | Pilar Lamadrid       |                   |
| 10 | Croatie                      | Championnats du monde 2023          | 14   | Palma Čargo          |                   |
| 11 | Pologne                      | Championnats du monde 2023          | 19   | Maja Dziarnowska     | Maja Dziarnowska  |
| 12 | Nouvelle-Zélande             | Championnats du monde 2023          | 22   | Veerle ten Have      | Veerle ten Have   |
| 13 | Hong Kong                    | Jeux asiatiques de 2022             | 2    | Ma Kwan Ching        | Ma Kwan Ching     |
| 14 | États-Unis                   | Jeux panaméricains de 2023          | 2    | Dominique Stater     | Dominique Stater  |
| 15 | Argentine                    | Jeux panaméricains de 2023          | 4    | Chiara Ferretti      | Chiara Ferretti   |
| —  |                              | Régate africaine de qualification   |      |                      |                   |
| —  | Australie                    | Sail Sydney 2023                    | 2    | Samantha Costin      |                   |
| 16 | Allemagne                    | Championnats du monde 2024 (Europe) | 18   | Theresa Steinlein    |                   |
| 17 | Tchéquie                     | Régate de la dernière chance        | 1    |                      |                   |
| 18 | Suède                        | Régate de la dernière chance        | 3    | Johanna Hjertberg    | Johanna Hjertberg |
| —  | Athlètes individuels neutres | Régate de la dernière chance        | 4    | Anastasiya Valkevich |                   |
| 19 | Turquie                      | Régate de la dernière chance        | 5    | Merve Vatan          |                   |
| 20 | Slovénie                     | Régate de la dernière chance        | 6    | Lina Eržen           |                   |
| 21 | Estonie                      | Régate de la dernière chance        | 7    | Ingrid Puusta        | Ingrid Puusta     |
| 22 | Autriche                     | Programme Nations émergentes        | 18   | Lorena Abicht        | Lorena Abicht     |
| —  | Suisse                       | Réaffectation                       | 22   | Elena Šandera        |                   |
| 23 | Pérou                        | Réaffectation                       | 8    | María Bazo           |                   |
| 24 | Chypre                       | Réaffectation                       | 10   | Natasa Lappa         |                   |

### Formula Kite
| #  | Nation           | Épreuves de qualification         | Rang | Marin qualifié        | Marin sélectionné |
| -- | ---------------- | --------------------------------- | ---- | --------------------- | ----------------- |
| 1  | France           | Pays hôte                         | NC   | NC                    | Lauriane Nolot    |
| 2  | Grande-Bretagne  | Championnats du monde 2023        | 1    | Eleanor Aldridge      | Eleanor Aldridge  |
| 3  | Pays-Bas         | Championnats du monde 2023        | 5    | Annelous Lammerts     | Annelous Lammerts |
| 4  | États-Unis       | Championnats du monde 2023        | 7    | Daniela Moroz         | Daniela Moroz     |
| 5  | Chine            | Championnats du monde 2023        | ?    | Chen Jingyue          |                   |
| 6  | Australie        | Championnats du monde 2023        | 11   | Breiana Whitehead     | Breiana Whitehead |
| 7  | Israël           | Championnats du monde 2023        | 12   | Maya Ashkenazi        | Gal Zukerman      |
| 8  | Allemagne        | Championnats du monde 2023        | 14   | Leonie Meyer          |                   |
| 9  | Italie           | Championnats du monde 2023        | 15   | Maggie Pescetto       | Maggie Pescetto   |
| 10 | Espagne          | Championnats d'Europe 2023        | 6    | Gisela Pulido         | Gisela Pulido     |
| 11 | Thaïlande        | Jeux asiatiques de 2022           | 2    | Benyapa Jantawan      | Benyapa Jantawan  |
| 12 | Canada           | Jeux panaméricains de 2023        | 6    | Emily Bugeja          | Emily Bugeja      |
| 13 | Argentine        | Jeux panaméricains de 2023        | 2    | Catalina Turienzo     | Catalina Turienzo |
| 14 | Maurice          | Régate africaine de qualification | 1    | Julie Paturau         |                   |
| 15 | Nouvelle-Zélande | Sail Sydney 2023                  | 2    | Lucy Bilger           | Justina Kitchen   |
| 16 | Suisse           | Régate de la dernière chance      | 1    | Elena Lengwiler       |                   |
| 17 | Pologne          | Régate de la dernière chance      | 2    | Julia Damasiewicz     | Julia Damasiewicz |
| 18 | Turquie          | Régate de la dernière chance      | 4    | Derin Atakan          |                   |
| 19 | Autriche         | Régate de la dernière chance      | 5    | Alina Kornelli        | Alina Kornelli    |
| 20 | Portugal         | Régate de la dernière chance      | 7    | Mafalda Pires de Lima |                   |

### Laser Radial
| #  | Nation           | Épreuves de qualification         | Rang | Marin qualifié         | Marin sélectionné      |
| -- | ---------------- | --------------------------------- | ---- | ---------------------- | ---------------------- |
| 1  | France           | Pays hôte                         | NC   | NC                     | Louise Cervera         |
| 2  | Hongrie          | Championnats du monde 2023        | 1    | Maria Erdi             |                        |
| 3  | Suisse           | Championnats du monde 2023        | 2    | Maud Jayet             | Maud Jayet             |
| 4  | Danemark         | Championnats du monde 2023        | 3    | Anne-Marie Rindom      | Anne-Marie Rindom      |
| 5  | Pays-Bas         | Championnats du monde 2023        | 4    | Marit Bouwmeester      | Marit Bouwmeester      |
| 6  | États-Unis       | Championnats du monde 2023        | 5    | Charlotte Rose         | Erika Reineke          |
| 7  | Belgique         | Championnats du monde 2023        | 6    | Emma Plasschaert       | Emma Plasschaert       |
| 8  | Suède            | Championnats du monde 2023        | 7    | Josefin Olsson         | Josefin Olsson         |
| —  | Portugal         | Championnats du monde 2023        | 8    | Vasileia Karachaliou   | —                      |
| 9  | Italie           | Championnats du monde 2023        | 9    | Carolina Albano        | Chiara Benini Floriani |
| 10 | Australie        | Championnats du monde 2023        | 10   | Mara Stransky          | Zoe Thomson            |
| 11 | Grande-Bretagne  | Championnats du monde 2023        | 11   | Hannah Snellgrove      | Hannah Snellgrove      |
| 12 | Allemagne        | Championnats du monde 2023        | 13   | Julia Busselberg       |                        |
| 13 | Pologne          | Championnats du monde 2023        | 18   | Agata Barwińska        | Agata Barwińska        |
| 14 | Norvège          | Championnats du monde 2023        | 19   | Line Flem Høst         |                        |
| 15 | Argentine        | Championnats du monde 2023        | 23   | Lucia Falasca          | Lucia Falasca          |
| 16 | Canada           | Championnats du monde 2023        | 24   | Sarah Douglas          | Sarah Douglas          |
| 17 | Malaisie         | Jeux asiatiques de 2022           | 1    | Nur Shazrin Mohd Latif | Nur Shazrin Mohd Latif |
| 18 | Bermudes         | Jeux panaméricains de 2023        | 10   | Adriana Penruddocke    | Adriana Penruddocke    |
| 19 | Îles Caïmans     | Jeux panaméricains de 2023        | 12   | Charlotte Webster      |                        |
| 20 | Pérou            | Jeux panaméricains de 2023        | 5    | Florencia Chiarella    |                        |
| 21 | Chili            | Jeux panaméricains de 2023        | 8    | Agustina von Appen     |                        |
| 22 | Égypte           | Régate africaine de qualification | 1    | Khouloud Mansy         |                        |
| 23 | Mozambique       | Régate africaine de qualification | 2    | Deizy Nhaquile         |                        |
| 24 | Nouvelle-Zélande | Sail Sydney 2023                  | 4    | Greta Pilkington       | Greta Pilkington       |
| 25 | Fidji            | Sail Sydney 2023                  | 8    | Sophia Morgan          | Sophia Morgan          |
| 26 | Chine            | Championnats d'Asie 2024 (ASAF)   | 1    | Gu Min                 |                        |
| 27 | Thaïlande        | Championnats d'Asie 2024 (ASAF)   | 4    | Sophia Montgomery      |                        |
| 28 | Finlande         | Championnats du monde ILCA 2024   | 6    | Monika Mikkola         | Monika Mikkola         |
| 29 | Irlande          | Championnats du monde ILCA 2024   | 20   | Eve McMahon            |                        |
| 30 | Uruguay          | Championnats du monde ILCA 2024   | 29   | Dolores Moreira        |                        |
| 31 | Espagne          | Championnats du monde ILCA 2024   | 34   | Ana Moncada Sánchez    |                        |
| 32 | Brésil           | Championnats du monde ILCA 2024   | 35   | Gabriela Kidd          | Gabriela Kidd          |
| 33 | Turquie          | Championnats du monde ILCA 2024   | 36   | Ecem Güzel             |                        |
| 34 | Mexique          | Championnats du monde ILCA 2024   | 37   | Elena Oetling          |                        |
| 35 | Israël           | Championnats du monde ILCA 2024   | 37   | Shay Kakon             | Shay Kakon             |
| 36 | Lituanie         | Championnats d'Europe ILCA 2024   | 2    | Viktorija Andrulytė    |                        |
| 37 | Croatie          | Championnats d'Europe ILCA 2024   | 4    | Elena Vorobeva         |                        |
| 38 | Roumanie         | Régate de la dernière chance      | 1    | Ebru Bolat             |                        |
| 39 | Chypre           | Régate de la dernière chance      | 2    | Marilena Makri         |                        |
| 40 | Slovénie         | Régate de la dernière chance      | 3    | Lin Pletikos           |                        |
| 41 | Inde             | Programme nations émergentes      | 5    | Nethra Kumanan         |                        |
| 42 | Koweït           | Universalité                      | NC   | NC                     | Ameena Shah            |
| 43 | Samoa            | Universalité                      | NC   | NC                     |                        |

### 49er FX
| #  | Nation           | Épreuves de qualification         | Rang | Marins qualifiés                     | Marins sélectionnés                           |
| -- | ---------------- | --------------------------------- | ---- | ------------------------------------ | --------------------------------------------- |
| 1  | France           | Pays hôte                         | NC   | NC                                   | Charline Picon Sarah Steyaert                 |
| 2  | Suède            | Championnats du monde 2023        | 1    | Vilma Bobeck Rebecca Netzler         | Vilma Bobeck Rebecca Netzler                  |
| 3  | Pays-Bas         | Championnats du monde 2023        | 2    | Annette Duetz Odile van Aanholt      | Annette Duetz Odile van Aanholt               |
| 4  | Australie        | Championnats du monde 2023        | 3    | Evie Haseldine Olivia Price          | Evie Haseldine Olivia Price                   |
| 5  | Belgique         | Championnats du monde 2023        | 4    | Anouk Geurts Isaura Maenhaut         | Anouk Geurts Isaura Maenhaut                  |
| 6  | Grande-Bretagne  | Championnats du monde 2023        | 5    | Freya Black Saskia Tidey             | Freya Black Saskia Tidey                      |
| 7  | Nouvelle-Zélande | Championnats du monde 2023        | 6    | Jo Aleh Molly Meech                  | Jo Aleh Molly Meech                           |
| 8  | États-Unis       | Championnats du monde 2023        | 7    | Stephanie Roble Maggie Shea          | Stephanie Roble Maggie Shea                   |
| 9  | Norvège          | Championnats du monde 2023        | 8    | Pia Dahl Andersen Nora Edland        |                                               |
| 10 | Espagne          | Championnats du monde 2023        | 9    | Paula Barceló Támara Echegoyen       | Paula Barceló Támara Echegoyen                |
| 11 | Danemark         | Championnats du monde 2023        | 10   | Andrea Schmidt Johanne Schmidt       | Andrea Schmidt Johanne Schmidt                |
| 12 | Canada           | Jeux panaméricains de 2023        | 3    | Mariah Millen Alexandra Ten Hove     | Antonia Lewin-LaFrance Georgia Lewin-LaFrance |
| 13 | Brésil           | Jeux panaméricains de 2023        | 1    | Martine Grael Kahena Kunze           | Martine Grael Kahena Kunze                    |
| 14 | Italie           | Championnats d'Europe 2023        | 2    | Giorgia Bertuzzi Jana Germani        | Giorgia Bertuzzi Jana Germani                 |
| —  |                  | Régate africaine de qualification |      |                                      |                                               |
| —  |                  | Sail Sydney 2023                  |      |                                      |                                               |
| 15 | Chine            | Championnats d'Asie 2023 (ASAF)   | 1    | Hu Xiaoyu Shan Mengyuan              |                                               |
| 16 | Pologne          | Régate de la dernière chance      | 1    | Sandra Jankowiak Aleksandra Melzacka | Sandra Jankowiak Aleksandra Melzacka          |
| 17 | Allemagne        | Régate de la dernière chance      | 3    | Marla Bergmann Hanna Wille           |                                               |
| 18 | Finlande         | Régate de la dernière chance      | 4    | Ronja Grönblom Veera Hokka           | Ronja Grönblom Veera Hokka                    |
| 19 | Japon            | Réaffectation                     | 6    | Sera Nagamatsu Misaki Tanaka         | Sera Nagamatsu Misaki Tanaka                  |
| 20 | Tchéquie         | Réaffectation                     | 10   | Zofia Burska Sára Tkadlecová         |                                               |

## Épreuves mixtes

### 470
| #  | Nation           | Épreuves de qualification                     | Rang | Marins qualifiés                                      | Marins sélectionnés             |
| -- | ---------------- | --------------------------------------------- | ---- | ----------------------------------------------------- | ------------------------------- |
| 1  | France           | Pays hôte                                     | NC   | NC                                                    | Camille Lecointre Jérémie Mion  |
| 2  | Japon            | Championnats du monde 2023                    | 1    | Keiju Okada Miho Yoshioka                             | Keiju Okada Miho Yoshioka       |
| 3  | Espagne          | Championnats du monde 2023                    | 2    | Nora Brugman Jordi Xammar                             | Nora Brugman Jordi Xammar       |
| 4  | Autriche         | Championnats du monde 2023                    | 4    | Lukas Mähr Lara Vadlau                                |                                 |
| 5  | Allemagne        | Championnats du monde 2023                    | 5    | Anastasiya Winkel Malte Winkel                        |                                 |
| 6  | Suède            | Championnats du monde 2023                    | 6    | Anton Dahlberg Lovisa Karlsson                        | Anton Dahlberg Lovisa Karlsson  |
| 7  | Israël           | Championnats du monde 2023                    | 7    | Nitai Hasson Noa Lasri                                | Nitai Hasson Noa Lasri          |
| 8  | Portugal         | Championnats du monde 2023                    | 10   | Pedro Costa Carolina João                             |                                 |
| 9  | Suisse           | Championnats du monde 2023                    | 12   | Yves Mermod Maja Siegenthaler                         |                                 |
| 10 | Nouvelle-Zélande | Sail Sydney 2023                              | 2    | Nia Jerwood Conor Nicholas                            | Nia Jerwood Conor Nicholas      |
| 11 | Chine            | Championnats d'Asie 2023 (ASAF)               | 1    | Tu Yahan Xu Ming                                      |                                 |
| 12 | Angola           | Championnats du monde 2024 (Afrique)          | 59   | Matias Montinho Manuela Paulo                         |                                 |
| 13 | Grande-Bretagne  | Championnats du monde 2024 (Europe)           | 2    | Chris Grube Vita Heathcote                            | Chris Grube Vita Heathcote      |
| 14 | États-Unis       | Championnats du monde 2024 (Amérique du Nord) | 26   | Lara Dallman-Weiss Stuart McNay                       | Lara Dallman-Weiss Stuart McNay |
| 15 | Brésil           | Championnats du monde 2024 (Amérique du Sud)  | 27   | Henrique Haddad Isabel Swan                           |                                 |
| 16 | Italie           | Régate de la dernière chance                  | 1    | Alessandra Dubbini Giacomo Ferrari                    |                                 |
| 17 | Slovénie         | Régate de la dernière chance                  | 3    | Jakob Božič Tina Mrak                                 |                                 |
| 18 | Grèce            | Régate de la dernière chance                  | 4    | Ariadne-Paraskevi Spanaki Odysseas-Emmanouil Spanakis |                                 |
| 19 | Turquie          | Régate de la dernière chance                  | 5    | Deniz Çınar Lara Nalbantoğlu                          |                                 |

### Nacra 17
| #  | Nation           | Épreuves de qualification         | Rang | Marins qualifiés                          | Marins sélectionnés                  |
| -- | ---------------- | --------------------------------- | ---- | ----------------------------------------- | ------------------------------------ |
| 1  | France           | Pays hôte                         | NC   | NC                                        | Tim Mourniac Lou Berthomieu          |
| 2  | Italie           | Championnats du monde 2023        | 1    | Caterina Banti Ruggero Tita               | Caterina Banti Ruggero Tita          |
| 3  | Grande-Bretagne  | Championnats du monde 2023        | 2    | Anna Burnet John Gimson                   | Anna Burnet John Gimson              |
| 4  | Suède            | Championnats du monde 2023        | 3    | Emil Järudd Cecilia Jonsson               |                                      |
| 5  | Pays-Bas         | Championnats du monde 2023        | 4    | Bjarne Bouwer Laila van der Meer          | Bjarne Bouwer Laila van der Meer     |
| 6  | Allemagne        | Championnats du monde 2023        | 7    | Paul Kohlhoff Alica Stuhlemmer            |                                      |
| 7  | Nouvelle-Zélande | Championnats du monde 2023        | 8    | Erica Dawson Micah Wilkinson              | Erica Dawson Micah Wilkinson         |
| 8  | Argentine        | Championnats du monde 2023        | 9    | Eugenia Bosco Mateo Majdalani             | Eugenia Bosco Mateo Majdalani        |
| 9  | Finlande         | Championnats du monde 2023        | 10   | Akseli Keskinen Sinem Kurtbay             | Akseli Keskinen Sinem Kurtbay        |
| 10 | Espagne          | Championnats du monde 2023        | 11   | Andres Barrio Garcia Tara Pacheco         | Andres Barrio Garcia Tara Pacheco    |
| 11 | États-Unis       | Jeux panaméricains de 2023        | 2    | David Liebenberg Sarah Newberry-Moore     |                                      |
| 12 | Brésil           | Jeux panaméricains de 2023        | 3    | Samuel Albrecht Gabriela Nicolino         |                                      |
| 13 | Autriche         | Championnats d'Europe 2023        | 4    | Tanja Frank Lukas Haberl                  | Tanja Frank Lukas Haberl             |
| —  |                  | Régate africaine de qualification |      |                                           |                                      |
| 14 | Australie        | Sail Sydney 2023                  | 1    | Rhiannon Brown Brin Liddell               | Rhiannon Brown Brin Liddell          |
| 15 | Chine            | Championnats d'Asie 2023 (ASAF)   | 1    | Chen Linlin Mai Huicong                   |                                      |
| 16 | Danemark         | Régate de la dernière chance      | 1    | Mathias Borreskov Natacha Saouma-Pedersen |                                      |
| 17 | Turquie          | Régate de la dernière chance      | 2    | Alican Kaynar Beste Kaynakçı              |                                      |
| 18 | Belgique         | Régate de la dernière chance      | 3    | Lucas Claeyssens Eline Verstraelen        | Lucas Claeyssens Eline Verstraelen   |
| 19 | Japon            | Réaffectation                     | 5    | Nishida Capiglia Oura Itsuka Shibuki      | Nishida Capiglia Oura Itsuka Shibuki |